# Emswell with Kellythorpe
Emswell with Kellythorpe var en civil parish från 1866 till 1885 då den blev en del av Emswell with Little Driffield, i grevskapet East Riding of Yorkshire, i England. Civil parish var belägen 17 km från Beverley och hade 168 invånare år 1881.